# Habitatges al carrer Jacint Verdaguer, 97-103 (Sant Vicenç dels Horts)
Els Habitatges al carrer Jacint Verdaguer, 97-103 és una obra del municipi de Sant Vicenç dels Horts (Baix Llobregat) inclosa en l'Inventari del Patrimoni Arquitectònic de Catalunya.

## Descripció
Es tracta d'un conjunt de quatre cases entre mitgeres de planta rectangular, amb planta baixa i terrat. Disposen de dos petits jardins, un al sector S (posterior) i l'altre al sector N, com accés del carrer. Aquests edificis, de categoria a la seva època i amb un cert aire noucentista, presenten una cuidada i variada ornamentació: estucats, relleus de fulles i flors, sanefes amb motius repetitius, trencaaigües de diferents formes, petites mènsules. El coronament dels edificis no és repetitiu en cap cas: es combinen formes rectes i ondulants acompanyades per frontons. La fusteria és de fusta i inclou persianes de llibret.

## Història
Conjunt de cases construïdes per la família Comamola com a habitatges d'alguns treballadors de la seva fàbrica.